# Campeonato Mundial de Ciclismo em Estrada de 1966
Os Campeonatos do mundo de ciclismo de estrada de 1966 celebrou-se no circuito alemão de Nürburgring a 25 de agosto de 1966.

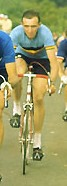
Martin Van Den Bossche cerca do final no Campeonato do Mundo de 1996 em Nurburgring, Alemanha

## Resultados
| Evento                      | Ouro                                                                          | Ouro           | Prata                                                                        | Prata | Bronze                                                                      | Bronze   |
| --------------------------- | ----------------------------------------------------------------------------- | -------------- | ---------------------------------------------------------------------------- | ----- | --------------------------------------------------------------------------- | -------- |
| Provas masculinas           |                                                                               |                |                                                                              |       |                                                                             |          |
| Homens - corrida em linha   | Rudi Altig · Alemanha Ocidental                                               | 7 h 21 min 10s | Jacques Anquetil · França                                                    | m.t.  | Raymond Poulidor · França                                                   | m.t.     |
| Contrarrelógio por equipas  | Dinamarca · Werner Blaudzun · Joergen Hansen · Ole Hojlund · Flemming Wisborg | 2h 09' 03"     | Países Baixos · Eddy Beugels · Tiemen Groen · Harry Steevens · Rini Wagtmans | + 24" | Itália · Attilio Benfatto · Luciano Dalla Bona · Mino Denti · Pietro Guerra | + 1' 02" |
| Amador - corrida em linha   | Evert Dolman · Países Baixos                                                  | 4h 59' 43"     | Leslie West · Reino Unido                                                    | -     | Willy Skibby · Dinamarca                                                    | -        |
| Provas femininas            |                                                                               |                |                                                                              |       |                                                                             |          |
| Mulheres - corrida em linha | Yvonne Reynders · Bélgica                                                     | 1h 27' 21"     | Keetie van Oosten-Hage · Países Baixos                                       | m.t.  | Aino Pourenen · União Soviética                                             | m.t.     |